# 小行星3077
小行星3077（3077 Henderson）是一颗围绕太阳公转的小行星。1982年9月22日，愛德華·鮑威爾在可可尼诺县发现了此天体。
該小行星以蘇格蘭天文學家和數學家托馬斯·亨德森命名。
这颗小行星的绝对星等为118.11281等。